# هبوب الريح (مسلسل)
هبوب الريح هو مسلسل من إنتاج التلفزيون الأردني عام 1985، وهو قصة سيناريو وحوار الكاتب الأردني محمود الزيودي ومن إخراج محمد عزيزية ومن بطولة عادل عفانة، موسى الغربي، احمد الغوانمه، جميل عواد وآخرين. هذا المسلسل تدور أحداثه في بداية الاربعينات من القرن العشرين لما كانت فلسطين تحت الانتداب البريطاني.
تدور أحداث الفلم حول البطل المقدام عيد نجمات الصانع البقمي من قبيلة الترابين الفلسطينية من بئر السبع البدوية في فلسطين قام عيد الصانع الملقب بهبوب الريح بمحاربة الإنجليز واليهود بكل قوة وجسارة.

## سبب التسمية
كان عيد الصانع هبوب الريح يقوم بعمليات ضد الجيش الإنجليزي وكانت عملياته سريعة التنفيد فكان كل مرة تخرج فرقة الاستطلاع لمعرفة من قام بالهجوم فلا يجدون أحد فقال لهم القائد الإنجليزي كيف لم تجدو أحد. تكررت هذه العمليات نفس الشيء يعودون الي قائدهم فقبل أن يقولوا له شي يشاهد على وجوههم الخيبة فيقول لهم آه أكيد هبوب الريح. يعني يقوم بعملية سريعة ويختفي عن الانظار بسرعة.